# Soirée du Cœur à barbe
La soirée du Cœur à barbe est une manifestation Dada qui eut lieu le 6 juillet 1923 au théâtre Michel à Paris. Elle tire son nom de l'unique numéro du périodique éponyme, et de la pièce de théâtre de Tristan Tzara le Cœur à gaz, dont une première représentation avait été donnée au Salon Dada en juin 1921. Sous l'impulsion de Paul Éluard, la soirée est chahutée par André Breton et ses amis. Cet événement est lu par plusieurs historiens, tel Marc Dachy, comme le moment de la scission définitive entre Dada et le surréalisme.
Outre le Cœur à gaz, le programme prévoit la projection des films Le Retour à la raison de Man Ray, Rythme 21 de Hans Richter, et Les Fumées de New York de Charles Sheeler et Paul Strand. Il comprend également des musiques de Georges Auric, Darius Milhaud, Erik Satie et Stravinski, et la lecture de poèmes par le comédien Marcel Herrand. C'est parce que ce dernier a choisi de lire des poèmes de Jean Cocteau qu'il déclenche la colère de Paul Éluard, lequel se met en devoir de saboter la manifestation.

## Contexte
En avril 1922, Tzara, fait paraître le premier et unique numéro du Cœur à barbe, en réponse aux attaques dirigées contre lui par André Breton dans Comœdia du 2 mars précédent. Tzara s'attaque à Picabia et Breton en s'associant à Éluard, Ribemont-Dessaignes, Satie, Fraenkel, Huidobro, Péret, Soupault, et Duchamp.
Au début de 1923, les dadaïstes sont à la recherche de nouvelles tribunes, la revue Littérature dirigée par André Breton leur échappant, et s'activent à préparer une manifestation.
Quand Éluard apprend que le nom de Cocteau sera associé à la manifestation, il change de camp, et prépare le sabotage de l'événement.

## Préparatifs

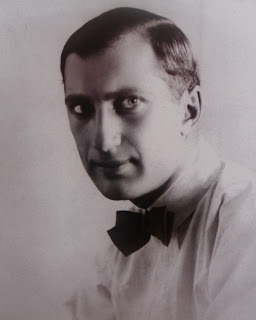
Le poète futuriste russe Ilia Zdanévitch organise avec Tzara la manifestation.

C'est grâce à Ilia Zdanévitch que Tzara trouve une salle, des décorateurs et des costumiers. Zdanévitch dirigeait avec Serge Romoff une troupe de théâtre d'avant-garde amateur nommée « Tchérez ». C'est sous ce nom, moins compromis que celui de Tzara, que Zdanévitch réserve la location du théâtre Michel. La troupe participe également à la confection des décors et des costumes, de même que Sonia Delaunay, chez qui se font les répétitions.
Zdanévitch conçoit un tract qui réutilise des procédés typographiques similaires à ceux qu'il avait employé la même année dans Ledentu le Phare, son chef d’œuvre « zaoum », notamment le jeu entre grands et petits corps.

## Programme
À la différence des précédentes manifestations Dada, la soirée se présente comme un authentique spectacle, conçu pour être joué dans les conditions normales d'une représentation artistique, bien que le programme annonce clairement « la plus grande escroquerie du siècle en trois actes »
Fruit de compromis mutuels entre Zdanévitch et Tzara, le programme manifeste une certaine hétérogénéité, dans la mesure où, loin de se limiter aux œuvres strictement dadaïstes, il fait de la place à d'autres artistes comme le groupe des Six et Jean Cocteau.
Le prospectus invitant à la manifestation est élaboré par Zdanevitch dans une présentation typographique typique des recherches du futuriste russe. Le programme distribué au spectateur le soir de la représentation comporte plusieurs modifications mais ne fut pas suivi à la lettre.
Plusieurs œuvres musicales sont annoncées des compositeurs Georges Auric, Darius Milhaud, Erik Satie, Igor Stravinsky.
Marcelle Meyer interprète notamment Morceaux en forme de poire de Satie.
Trois films sont prévus au programme.
- Le Retour à la raison, est le premier film de Man Ray, commandé spécialement pour la soirée par Tzara[7] et a été réalisé la veille de l'événement[8].
- Rythme 21 est le premier film abstrait et géométrique du peintre et cinéaste dadaïste Hans Richter[8].
- Les Fumées de New York, enfin, est un film impressionniste de l'artiste Charles Sheeler et du photographe Paul Strand. Considéré comme l'un des premiers films consacrés à New York, il met en scène de manière poétique et futuriste l'expansion de la cité américaine. Des poèmes de Walt Whitman tirés du recueil Feuilles d'herbe sont intercalés entre soixante-cinq plans, souvent fixes, de la ville, montrant des vues de paquebots aux cheminées fumantes, des ferry-boat dont débarquent des travailleurs, des plans de Wall Street, Broadway et des gratte-ciels[9].

Pour la poésie, Marcel Herrand doit lire des poèmes de Soupault, Tzara et Cocteau. Pierre Bertin doit lire des poèmes d'Apollinaire, Éluard, et Jacques Baron. Les poèmes typographiques de Zdanévitch en « zaoum » sont projetés entre le film de Richter et celui de Man Ray.
La pièce de Tristan Tzara, le Cœur à gaz doit être au cœur de la manifestation. Les personnages sont joués par Marcel Herrand, Pierre de Massot, René Crevel et Jacques Baron.

## Déroulé
Le spectacle a lieu devant une salle comble au soir du 6 juillet 1923. La première partie, à dominante musicale, se déroule sans incident et obtient l'adhésion du public
Le chahut commence quand Pierre de Massot vient faire une proclamation hors programme :

« André Gide, mort au champ d'honneur,
Pablo Picasso, mort au champ d'honneur,
Francis Picabia, mort au champ d'honneur,
Marcel Duchamp, disparu... »

Cette proclamation sert de prétexte aux agitateurs dispersés dans la salle : André Breton, Philippe Soupault, Jacques Rigaut, Louis Aragon, Robert Desnos et Benjamin Péret. Pierre de Massot continue sa litanie sans être perturbé par les insultes et les jets de projectiles. Breton monte alors sur scène pour intimer à l'orateur de sortir de scène, et sur son refus, lui brise le bras d'un coup de canne. Le public, indigné, réclame l'expulsion de Breton et l'obtient. Tristan Tzara appelle la police, et les agents expulsent Breton, Desnos et Péret. Après quoi, Pierre de Massot, malgré sa blessure, termine son allocution.
Les films de Man Ray et Hans Richter sont ensuite projetés dans un calme relatif,. Le film de Sheeler et Strand est même acclamé.
Le tumulte reprend pendant la représentation du Cœur à gaz, au moment du deuxième acte : Paul Éluard et Louis Aragon, encadrés par des policiers, lancent des imprécations contre Tzara. Éluard réussit même à se précipiter sur scène et à frapper Tzara au visage, puis Crevel, ce qui entraîne une mêlée généralisée.
Breton, Desnos et Péret, ayant attendu la fin du spectacle à l'extérieur pour se battre avec les partisans de Tzara, des rixes se poursuives dans la rue à la sortie des spectateurs.
Le directeur du théâtre annule la représentation prévue le lendemain.

## Conséquences
Selon Michel Sanouillet, cette soirée peut être considérée comme la « première séquelle dadaïste ». Pour Marc Dachy, « le sabotage de la soirée marqu[e] la fin de Dada à Paris ». Selon Jean-Luc Bitton, après cette soirée « le mouvement Dada se mourrait comme il était né : dans la confusion et l'hostilité. La seule honte commune pour les dadaïstes était pour la première fois d'avoir mêlé la police à l'une de leurs manifestations. »
À la suite des incidents, Tzara porte plainte contre Paul Éluard mais la procédure n'est jamais allée jusqu'au jugement.
Breton tient longtemps rancune à Tzara d'avoir demandé l'intervention de la police, et évoque même l'incident dans Nadja. « M. Tristan Tzara », y écrit-il en 1928 « préférerait sans doute qu'on ignorât qu'à la soirée du Cœur à barbe à Paris il nous donna, Paul Éluard et moi, aux agents, alors qu'un geste spontané de cette espèce est si profondément significatif et qu'à cette lumière [...] Vingt-cinq poèmes deviennent Ving-cinq élucubrations d'un policier ». Deux ans plus tard, les deux hommes s'étant réconciliés, Breton retire ces allégations. Dans le second Manifeste du surréalisme, en 1930, il explique la brouille sous le prisme du malentendu : « Il faut reconnaître que la plus grande confusion a toujours été le premier objectif des spectacles « dada », que dans l'esprit des organisateurs il ne s'agissait de rien tant que de porter, entre la scène et la salle, le malentendu à son comble. Or, nous ne nous trouvions pas tous, ce soir-là, du même côté. »